# Estación de Dorimcheon

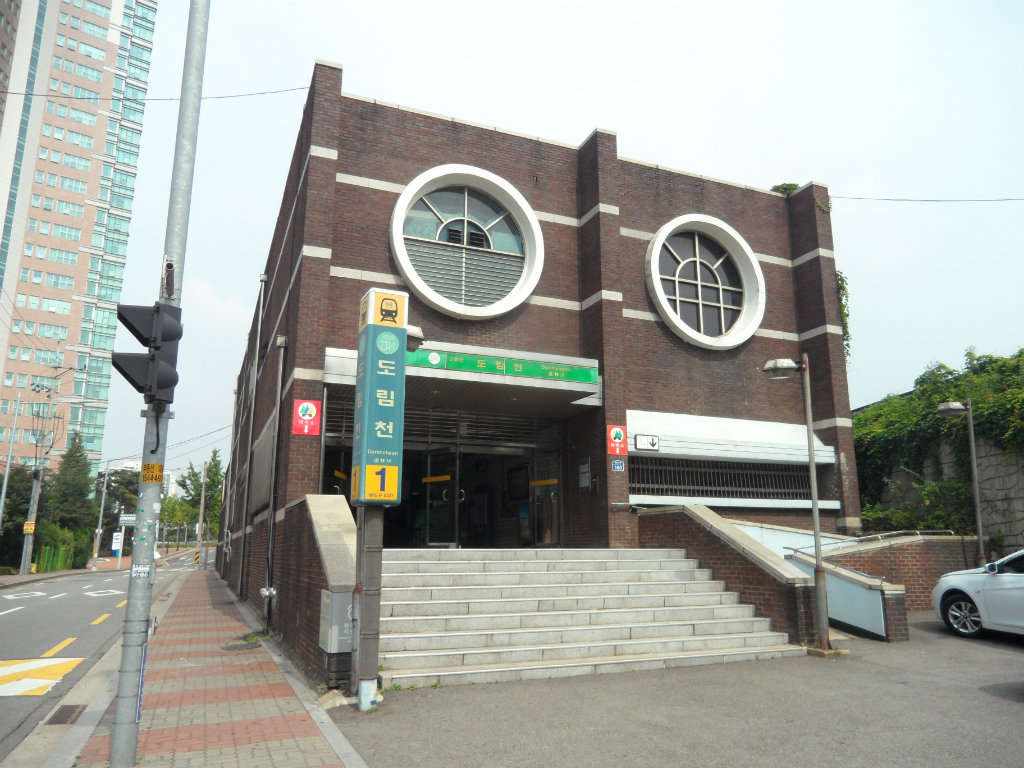
Estación de Dorimcheon

La Estación de Dorimcheon es una estación de la bifurcación de Sinjeong dentro del sistema de la Línea 2 del Metro del Seúl. Se trata de la estación menos utilizada de la línea 2. Está localizada en Sindorim-dong, Guro-gu, Seúl.